# Wielopole Skrzyńskie
Wielopole Skrzyńskie är en gmina (kommun) som ligger i Powiat Ropczycko-Sędziszowski i Nedre Karpaternas vojvodskap, i sydöstra Polen. Kommunsätet är beläget i orten Wielopole Skrzyńskie, som ligger ungefär 16 kilometer söder om Ropczyce och 30 kilometer väster om regionhuvudstaden Rzeszów. Kommunen omfattar 93,41 kvadratkilometer och år 2006 bodde där 8 380 personer.